# Novi Kneževac
Novi Kneževac (cyr. Нови Кнежевац) – miasto w Serbii, w Wojwodinie, w okręgu północnobanackim, siedziba gminy Novi Kneževac. Leży w regionie Banat. W 2011 roku liczyło 6960 mieszkańców.

## Nazwa
Nazwa miasta pochodzi od serbskiego słowa knez, co oznacza 'książę'. Pełna nazwa to dosłownie 'nowe miejsce księcia'(rum. Noul Cnezat, węg. Törökkanizsa, chorw. Novi Kneževac, niem. Neu-Kanischa).

## Demografia
- Serbowie = 4369 (57,63%)
- Węgrzy = 2657 (35,05%)
- Jugosłowianie = 131 (1,73%)
- Romowie = 107 (1,41%)
- inni.